# Tony Abreu
Etanislao Tony Abreu (nacido el 13 de noviembre de 1984 en Puerto Plata) es un infielder dominicano de Grandes Ligas que ha jugado para Los Angeles Dodgers, Arizona Diamondbacks, Reales de Kansas City y San Francisco Giants. Es un bateador ambidiestro, y lanza con la mano derecha.

## Carrera
Abreu fue firmado por los Dodgers de Los Ángeles como amateur el 17 de octubre de 2002. Jugó para los Gulf Coast Dodgers de la Ligas de Novatos en 2003 y para Columbus Catfish, equipo Clase-A en 2004.
En 2005, mientras jugaba para los Vero Beach Dodgers, Abreu lideró la Florida State League en bateo con un promedio de.327 y fue un All-Star en la segunda base. También jugó para Phoenix Desert Dogs en la Arizona Fall League, y ayudó a ganar un campeonato de la liga, bateando.305 con un jonrón y siete remolcadas.
En 2006, por el equipo de Doble-A Jacksonville Suns, bateó.287 y fue invitado a los entrenamientos de primavera con los Dodgers antes de la temporada 2007. Bateó para.340 con los Dodgers en la pretemporada, pero terminó abriendo la temporada en Triple-A con Las Vegas 51s. Primordialmente un jugador de segunda base en las menores, los Dodgers utilizaron su tiempo con los 51s para darle un poco de tiempo de juego en la tercera base, pensando que sería la posición en la que él pudiera  obtener la mejor oportunidad de avanzar.
Abreu hizo su debut en Grandes Ligas el 22 de mayo contra los Cerveceros de Milwaukee, y logró su primer hit de Grandes Ligas, tres días después contra los Cachorros de Chicago. Pegó su primer jonrón el 26 de junio de 2007, como bateador emergente en la 10.ª entrada para darle la victoria a los Dodgers durante un partido de extra innings donde derrotaron a los Diamondbacks de Arizona.
Sufrió una lesión en la ingle al final de la temporada 2007 que lo mantuvo en la lista de lesionados por toda la temporada 2008. Comenzó la temporada 2009 en las menores con Chattanooga Lookouts e Isótopos de Albuquerque. Después de batear.342 en 37 partidos con los Isótopos, regresó a las Grandes Ligas cuando los Dodgers lo llamaron el 7 de agosto. Fue cambiado a los Diamondbacks de Arizona como el "jugador a ser nombrado" en un canje que envió al lanzador Jon Garland a los Dodgers. El acuerdo se llevó a cabo durante varias semanas debido a una disputa entre Abreu y los Dodgers sobre el tiempo de servicio.
Apareció en 81 partidos con los Diamondbacks en 2010 y bateó.233.